# Spin (odnosi s javnošću)
Spin (engleski: vrtjeti) ili vrlo često spin doktor su nove pomodne riječi, izvorno iz američkog engleskog, koje su se udomaćile u medijima, osobito u politici, odnosno u odnosima s javnošću. Zapravo se radi o jednoj formi propagande, kojom se nastoji izmanipulirati javnost i prikazati neke osobe, događaje ili proizvode boljima nego što jesu.
Spin je zapravo trik kojim se istinu ne pretvori u laž (ili obrnuto), nego se činjenice predstavlja tako da ih se i bez iznošenja očitih laži prikaže u pozitivnom svijetlu. Ljudi koji se bave odnosima s javnošću tvrde da je razlika između spina i odnosa s javnošću u dva mala detalja: odnosi s javnošću se temelje na afirmaciji i činjenicama, a spin na manipulaciji i izokretanju činjenica.
Kako se spinove danas najčešće može čuti po konferencijama za medije raznoraznih vlada, te su dvorane novinari dobile nadimak - sobe za spin, a savjetnike koji koji izmišljaju spinove zovu doktorima spina ili pogrešnim, doslovnim prijevodom s engleskog - spin doktorima.

## Tehnike spina
Neke od metoda (tehnika) spina: 
- selektivno iznošenje činjenica, odnosno iznošenje samo pozitivnih
- tendenciozno prikazivanje i izokretanje činjenica, da bi se nečiji stav prikazalo u pozitivnom (češće) ili negativnom svjetlu
- korištenje pasiva u izjavama, čime se odbacuje odgovornost za napravljene greške
- lažna isprika, tj. isprika bez isprike
- lažno nijekanje, tj. nijekanje bez nijekanja
- skretanje pažnje plasiranjem drugih vijesti

Američkog propagandistu Edwarda Bernaysa čestu zovu Ocem spina. On je u svojim uspomenama napisao kako se kao propagandist služio kojekavim spinovima 1920-ih da velike likerske i duhanske tvrtke učini nekako društveno prihvatljivijim.
Jedna od danas vrlo popularnih tehnika spina je iznošenje loših vijesti u javnost u trenutku kad se daju zasjeniti pod okriljem puno jačih vijesti. Tako se i danas citira glasnogovornicu britanske vlade Jo Moore, koja je poslala 11. rujna 2001. na dan napada na Svjetski trgovački centar, email sa sadržajem Sad je trenutak da izađemo u javnost sa svim onim što želimo da nestane. Kad je to dospjelo do javnosti, - ona se tada uspjela izvući samo s isprikom, ali je bila prinuđena podnijeti ostavku kada je ponovno htjela iskoristiti sjenu velikog događaja smrt princeze Margarete.
Spinom su se služile i Sjedinjene Američke Države na početku Rata u Iraku željevši tako prije svega preko brojnih unajmljenih tvrtki za Odnose s javnošću pridobiti američku javnost. Najčešća tehnika kojom su se služili je bila preuveličavanje nekih događaja u cilju dobivanja pozitivnih reakcija u javnosti.

## Spin doktori
Kao postoji spin tako danas postoje i specijalisti za smišljanje i plasiranje spinova u javnost, zvani spin doktori, tj. doktori za spin,  što su najčešće dobro obrazovani ljudi iz sfere društvenih nauka (politolog, psiholog), obično kakvi savjetnici za Odnose s javnošću, zaduženi za stvaranje pozitivne slike u javnosti (imidža) neke osobe, stranke, tvrtke ili proizvoda. 
Doktor za spin se služi komunikacijskim metodama kojima se može utjecati na rast ili zaustavljanje pada popularnosti poslodavca. Jedno od zlatnih pravila tog posla je da spin doktor ne smije biti medijski izložen, jer se onda ipak zna od kuda vjetar puše. No neki od spin doktora postali su i sami zvijezde medija, poput
Alastaira Campbella, bivšeg savjetnika britanskog premijera Tonyja Blaira, Marka McKinnona, - doktora za spin američkog predsjednika Georga W. Busha i savjetnika nekadašnjeg irskog premijera Bertiea Aherna, P.J. Marea, koji se proslavio i kod nas, kao doktor za spin nekadašnjeg predsjednika, Ive Sanadera.

## Pogledajte i ovo
- Psihološki rat
- Medijska manipulacija
- Oglašavanje
- Dezinformacija
- Propaganda
- Manipulacija

## Vanjske poveznice
- Tko su spin doktori sa portala siva.eminencija.pr (blog)  Arhivirana inačica izvorne stranice od 5. studenoga 2011. (Wayback Machine)
- Ahmed Salihbegović: Spin je zabavan, ali Hrvatskoj ne treba, Jutarnji list, 14.08.2010
- Christian Science Monitor: The spin room - oily engine of the political meat grinder (engl.)